# Hospice Devillas
L'hospice Devillas est un ancien hôpital parisien fondé par un legs de Louis Devillas.
Louis Devillas naquit à Quissac en 1747. Il étudia la religion protestante puis le droit. Il se livra au commerce avec grand succès, au point qu'il jouissait d'une grande réputation sur la place de Paris en 1789. Il décéda en 1832. Veuf et sans enfant, il lègue toute sa fortune (1.100.000 F) pour la fondation de deux hospices, l'un dans sa ville natale et l'autre à Paris, dans son hôtel au 17 rue du Regard.
L'hôpital est inauguré le 25 juillet 1835.
Le testament original prévoit que l'hospice parisien compte 30 lits. Les occupants de 6 lits étaient nommés par le consistoire protestant de Paris. Les 24 autres lits sont mis à la disposition des douze arrondissements parisiens qui devaient chacun nommer un homme et une femme. Le testament ne précise pas toutefois si ces 24 personnes doivent être protestantes. L'Administration consulte les consistoires qui décident par un acte passé entre eux le 19 septembre 1833 que le droit de nomination est exercé par le consistoire. Après l'examen de plusieurs projets, il est décidé que la répartition par arrondissement a lieu au prorata de la population indigente.
En 1843, le nombre de lits est porté à 35.
La fondation Devillas est transférée en 1863 au no 38 rue Ernest-Renan à Issy-les-Moulineaux à proximité de l'hospice des Petits-Ménages (actuel hôpital Corentin-Celton),.